# Заглоба (герб)
Загло́ба (пол. Zagłoba) или Загро́ба (пол. Zagroba), — польский дворянский герб.

## Описание герба
В поле лазоревом подкова серебренная, шипами вниз обращенная, а из средины её чрез подкову проходит обнаженная шпага, так притом, что рукоятка её, имеющая вид креста, остается внутри подковы, а лезвие выходит наружу. На шлеме видно пробитое влево стрелою крыло. Первое летописное упоминание герба 1413 год. Начало этого герба относят к XI веку.

## Летописные упоминания
После подписания Городельской унии в 1413 бояре Великого княжества литовского, принявшие католицизм, получили права и привилегии польской шляхты, а также право использовать в числе прочих герб «Заглоба».

## Дворянские роды, носящие герб
Бадковские (Badkowski), Бондковские (Badkowski), Безпаловы, Богуские (Boguski), Богуши (Bogusz), Брацишевские (Braciszewski), Домбровские (Dabrowski), Дубицкие (Dubicki), Дубина (Dubina), Дулинские (Dulinski), Дзержановские (Dzierzanowski), Дубовики, Голембевские (Golembiewski), Грабовские (Grabowski), Ярочевские (Jaroczewski), Ярошевские (Jaroszewski), Каневские (Каниовские, Kaniowski), Карвовские (Karwowski), Кленевские (Kleniewski), Княжицкие (Kniazycki), Кненжинские (Kniazynski), Knystautai, Кордашевские (Kordaszewski), Козинские (Kozinski), Крайковские (Kraykowski), Кухарские (Kucharski), Квапишевские (Kwapiszewski), Лещинские (Leszczynski), Лабунские (Łabuński), Мажинские (Marzynski), Матовские (Matowski), Менцинские (Менчинские, Mecinski, Meczynski), Мечковские (Mieczkowski), Оженцкие (Orzecki), Полетыло (Poletylo), Пржерадские (Przeradzki), Сахоцкие (Sachocki), Саваневские (Sawaniewski), Смардзевские (Smardzewski), Смаржевские (Smarzewski), Смоленские (Smolenski), Смолинские (Smolinski), Сохацкие (Sochacki), Стечковские (Steczkowski), Сулковские (Sulkowski), Щепенские (Szczepienski), Следзевские (Sledziewski), Снегоцкие (Sniegocki), Сушинские (Suszynski), Ширма (Szyrma), Тархальские (Tarchalski), Тржебинские (Trzebinski), Тржещковские (Тржешковские, Trzeszczkowski, Trzeszkowski), Творжанские (Tworzyanski), Улятовские (Ulatowski), Вомпильские (Wapilski), Вержховские (Wierzchowski), Заглобы (Zagloba), Заглобские (Zaglobski), Затонские (Zatonski), Циглер (Zygler).